# شانه‌موش یولاندا
شانه‌موش یولاندا (نام علمی: Ctenomys yolandae) نام یک گونه از سرده شانه‌موش است.